# Operazione Arrow
L'operazione Arrow è stata un'offensiva militare lanciata dai mujaheddin contro l'esercito della Repubblica Democratica dell'Afghanistan tra il 23 ottobre e il 7 novembre 1988. Lo scopo dell'operazione era quello di sequestrare e tenere una porzione di dell'autostrada Kabul-Jalalabad per un breve periodo di tempo, un'azione che mirava a indebolire la tenuta del governo afgano su Jalalabad.